# Sant Martí de Sales
Sant Martí de Sales és una església del municipi de Sales de Llierca (Garrotxa) que forma part de l'Inventari del Patrimoni Arquitectònic de Catalunya. Als documents antics és anomenada Sant Martí de "Cabissono", que sembla el nom que porta el lloc on posteriorment fou bastida l'església.

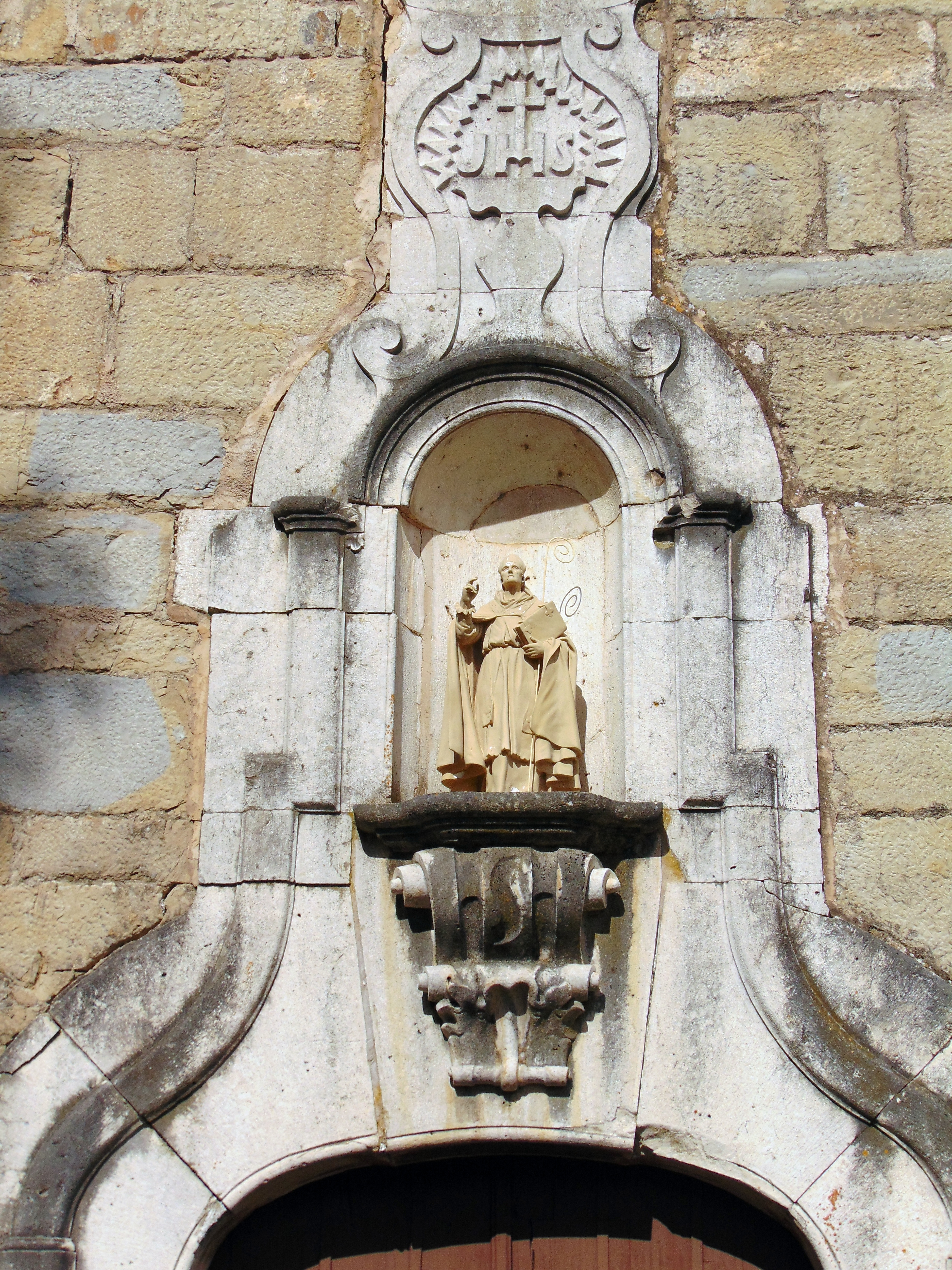
Decoració de la porta amb la fornícula de Sant Martí

## Descripció
L'església de sant Martí de Sales representa el nucli central del dispersat poble del mateix nom i està situada a poca distància del poble de Tortellà en direcció a llevant. És un temple d'una sola nau, amb dues capelles rectangulars a cada costat, un transsepte -que no és apreciable des de l'exterior- i un absis semicircular a l'interior. La porta d'ingrés està situada a llevant, presentant carreus molt ben tallats, on hi ha gravades les inicials de Crist i al coronament, hi ha una fornícula amb la imatge del sant. El campanar està situat a migdia; té una torre coronada per un teulat a quatre vessants i obertures als quatre vents.